# Дмитровський собор
Дмитрівський собор у Владимирі — культова споруда в місті Владимирі, зведений Всеволодом Юрійовичем Велике Гніздо на княжому дворі і освячений на честь великомученика Димитрія Солунського. Канонічний приклад хрестово-купольного білокам'яного храму володимиро-суздальської архітектурної школи. Відомий своєю білокам'яним різьбленням. У 1992 році включений до списку пам'яток Всесвітньої спадщини ЮНЕСКО.

## Історія

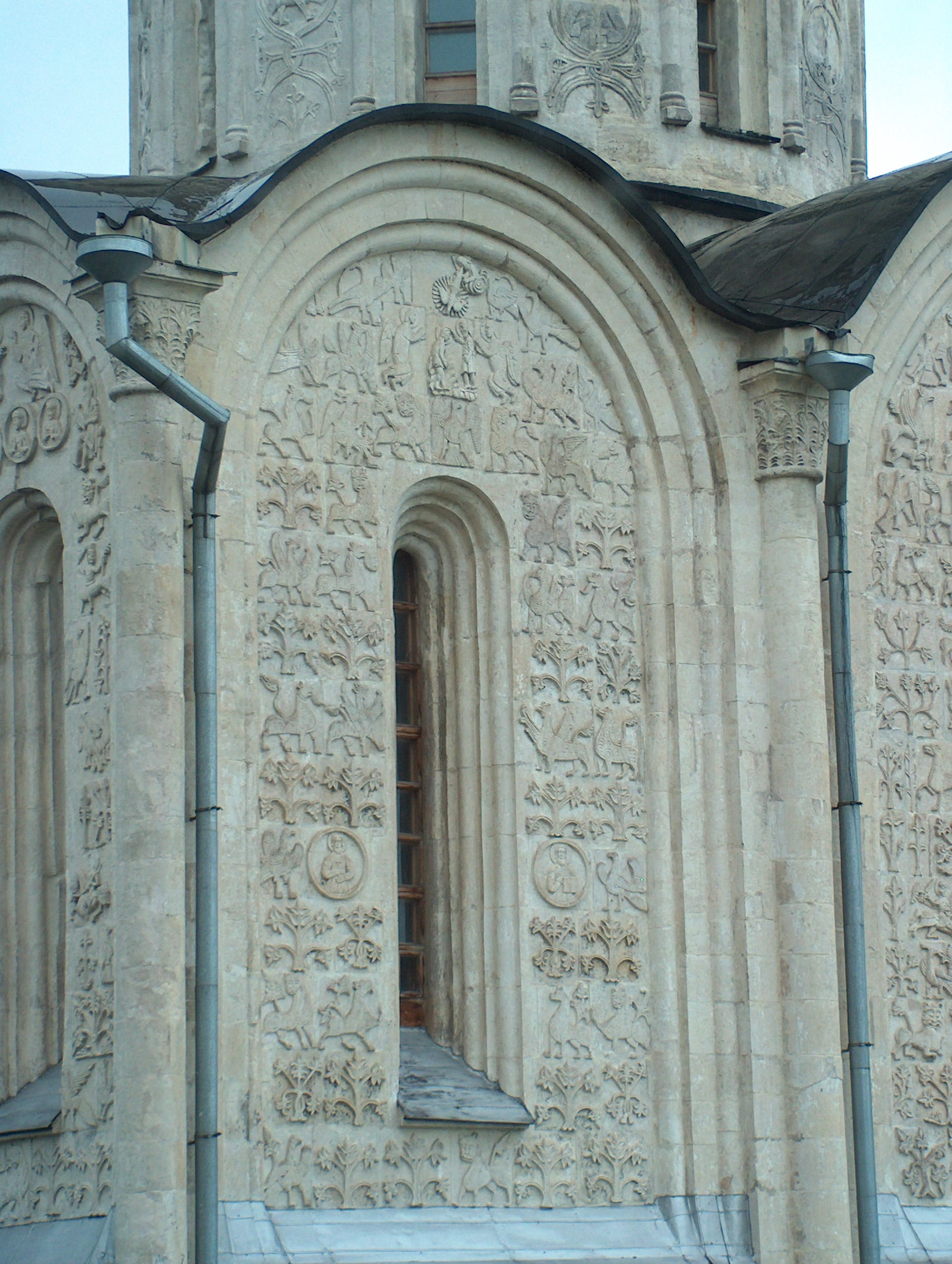
Орнаментальна білокам'яна різьба у верхній частині прясел

Собор зведено за доби найвищої могутності й розквіту Великого князівства Владимирського великим князем Владимирським Всеволодом Юрійовичем Велике Гніздо на честь свого небесного покровителя Дмитра Солунського (князь Всеволод в хрещенні носив ім'я Димитрій). За Миколою Вороніним собор побудовано в 1194 — 1197 роках; за літописними даними, виявленим в 1990-х роках Тетяною Тимофеєвої, — у 1191 році. Зводився храм з білого каменю-вапняку. Будували храм руські майстри.
Про будівництво собору згадується у Радзивіллівському літописі.
У 1197 році будівля храму була завершена князем Всеволодом Юрійовичем постановою ікони Дмитра Солунського і срібного карбованого ковчежка, де перебувала «сорочка» — частинка одягу, просочена кров'ю мученика.
В 1237 собор був пошкоджений і розграбований монголо-татарами.
Вже за панування Московії та Російської імперії храм горів у 1536, 1719 і 1760 роках і піддавався розграбування.
В результаті «реставрації» 1837—1839 років, коли за розпорядженням імператора Миколи I собору було надано «первісний вигляд», храм позбувся найцікавіших частин — сходових веж і галерей.
За радянських часів Дмитровський собор зберігся лише як пам'ятник руського мистецтва. У 1918 році в соборі працювала Комісія зі збереження пам'яток живопису під керівництвом Ігоря Грабаря. У 1919 році храм було закрито для богослужінь. Собор неодноразово реставрували. Після завершального етапу робіт, що відбулись в 1999—2004 роках, у соборі поставили водостічні труби, замінили хрест на куполі, створили мікроклімат, а також покрили рельєфи і білий камінь захисною пластичною сумішшю.
Тепер собор перебуває під управлінням Володимиро-Суздальського музею-заповідника і відкритий як музейна експозиція. Богослужіння в храмі довгий час не проводили, але в 2011 році там пройшла літургія, і собор став діючим, хоча не був переданий Російській православній церкві і залишається частиною музею-заповідника.

## Архітектура

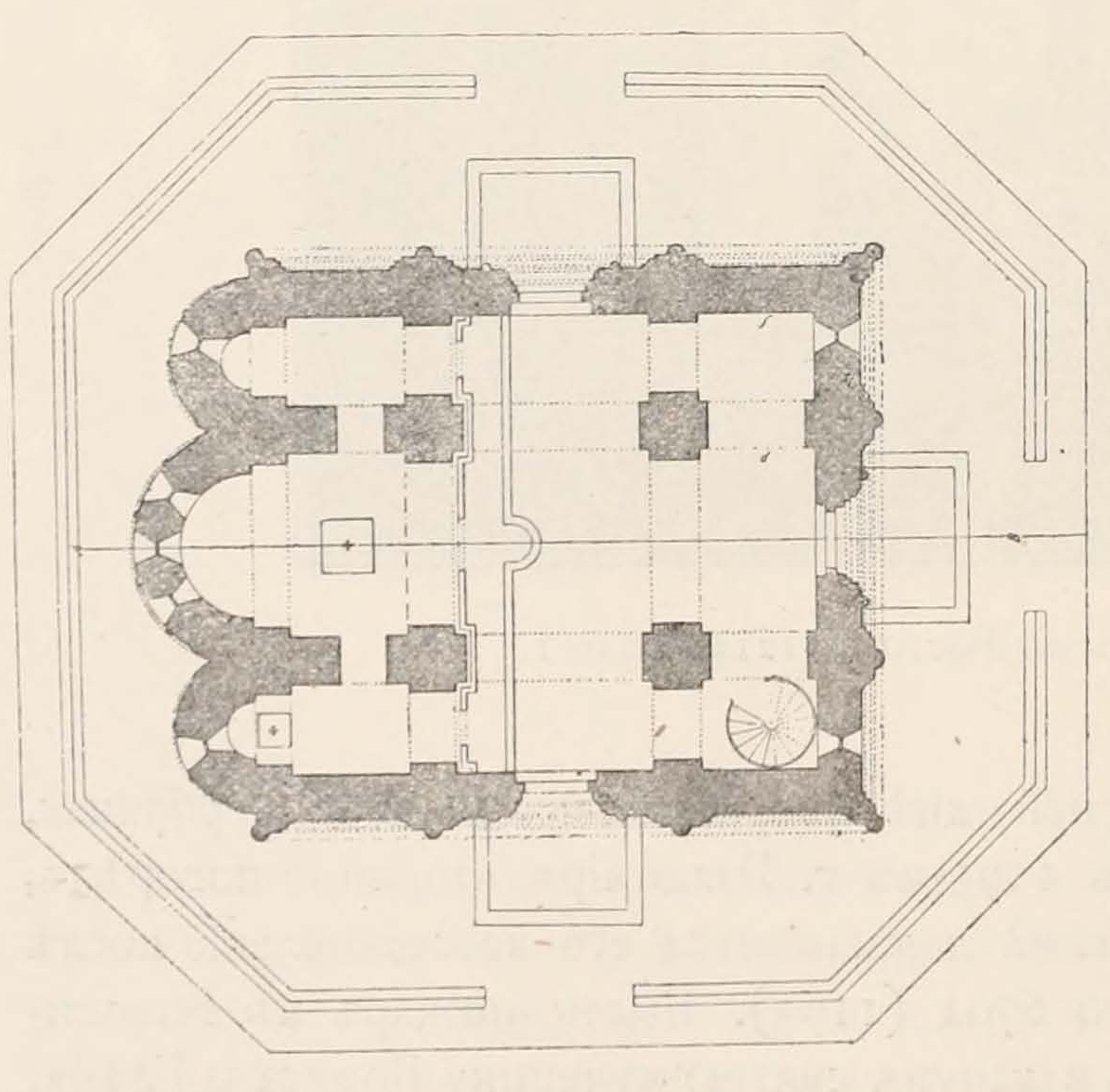
План Дмитровського собору

Собор одноголовий, чотиристовповий, триапсидний. Спочатку собор оточували галереї зі сходовими вежами, що сполучали його з великокнязівським палацом (розібрані при реставрації в XIX сторіччі), якими великий князь та його родина ходили в храм на богослужіння.
Фасадна частина собору складається з трьох ярусів, нижній — позбавлений оздоблення, і на його тлі видно тільки різьблені портали. Другий ярус — це аркатурний колончатий пояс з білокам'яними фігурами і орнаментом. Третій ярус прорізаний вузькими вікнами і повністю покритий різьбленням, що помітне і на купольному барабані. Вінчає собор золочений пологий купол у формі богатирського шолома. На куполі поставлено широкий хрест з позолоченої міді.
На південному фасаді храму розташована масштабна композиція «Вознесіння Олександра Македонського на небеса». Сюжет композиції нетрадиційний для православного храму, проте в XII сторіччі був дуже популярний. На руках у Олександра Македонського сидять маленькі левенята, що так ваблять грифонів — жахливих потвор.
Псалмоспівець цар Давид, який співає і сидить з гуслями в руках, є головною фігурою в оздобленні та займає центральне місце на всіх фасадах.
Дмитровський собор невеликий за розмірами, оскільки будувався тільки для сім'ї князя і був його домовою церквою.

## Рельєфи

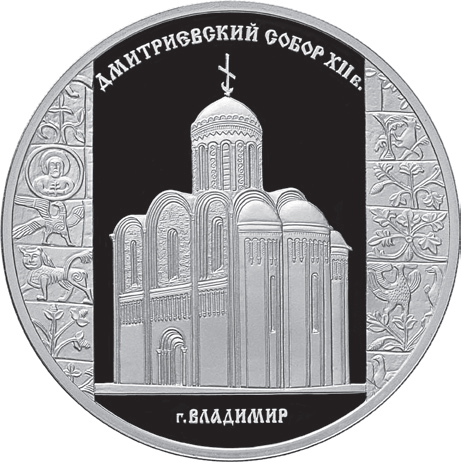
Дмитровський собор. Владимир. Монета Банку Росії в серії «Пам'ятки архітектури Росії», 3 рубля, срібло, 2008 рік

Собор відомий своїм білокам'яним різьбленням — його стіни прикрашають близько 600 рельєфів, що зображують святих, міфічних і реальних тварин. Більшість рельєфів збереглися в первісному вигляді, деякі були замінені при реставрації XIX сторіччя (за М. С. Гладкою, практично точними копіями).
Прославлення великокнязівської влади було головною ідеєю фасадної скульптури собору, тому на ній зображено безліч геральдичних символів — левів, орлів, грифонів, кентаврів, сцен полювання, боротьби звірів та інше..
Мотиви рельєфів:
- усміхнені леви;
- святий Микита б'є біса;
- цар Давид, що співає і грає на слов'янських гуслях;
- грифон, що шматає зайця;
- мисливець (можливо, Геракл), що вбиває лева;
- скаче вершник;
- птах Сирин бореться з барсом;
- великий князь Владимирський Всеволод Юрійович зі своїми п'ятьома синами[комм. 1]і багатьма іншими[4].

Через багату білокам'яну обробку, що майже повністю обволікає храмові стіни, храм називають «білокам'яної книгою». 

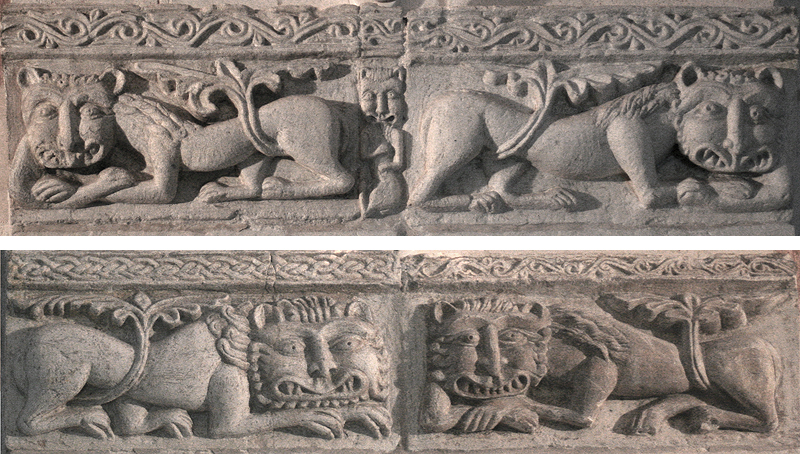
усміхнені леви
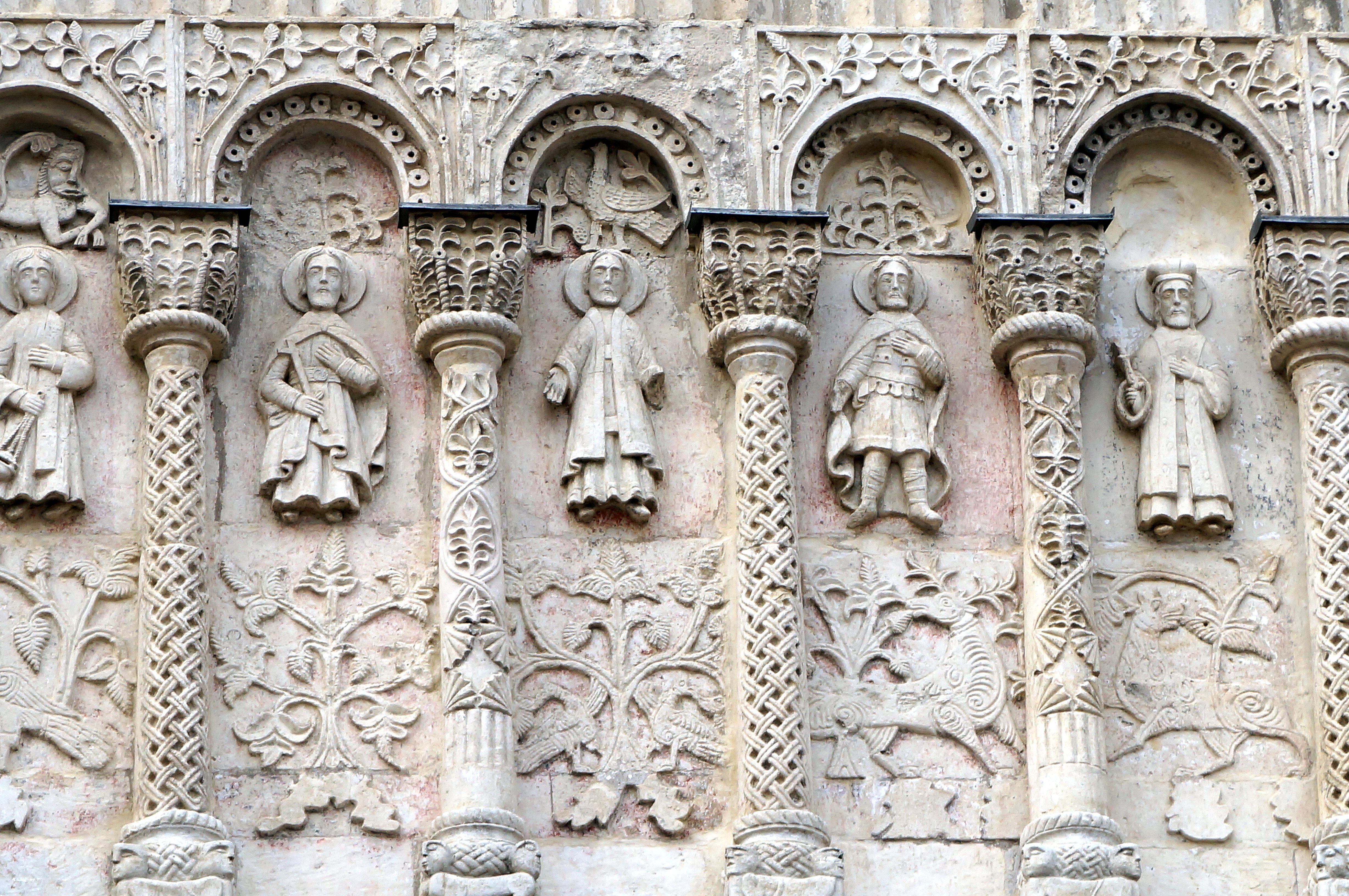
фігури святих
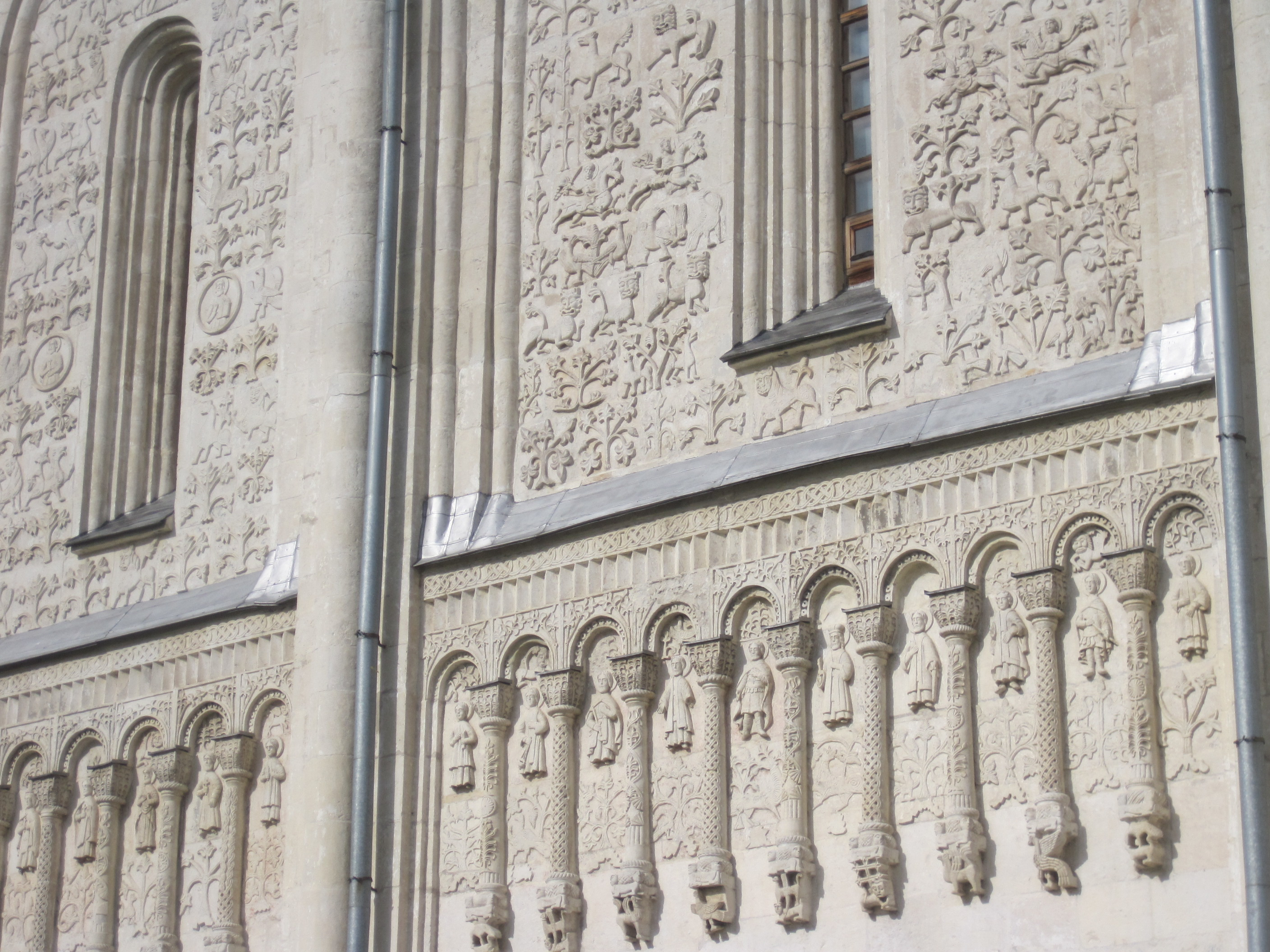
аркатурний пояс
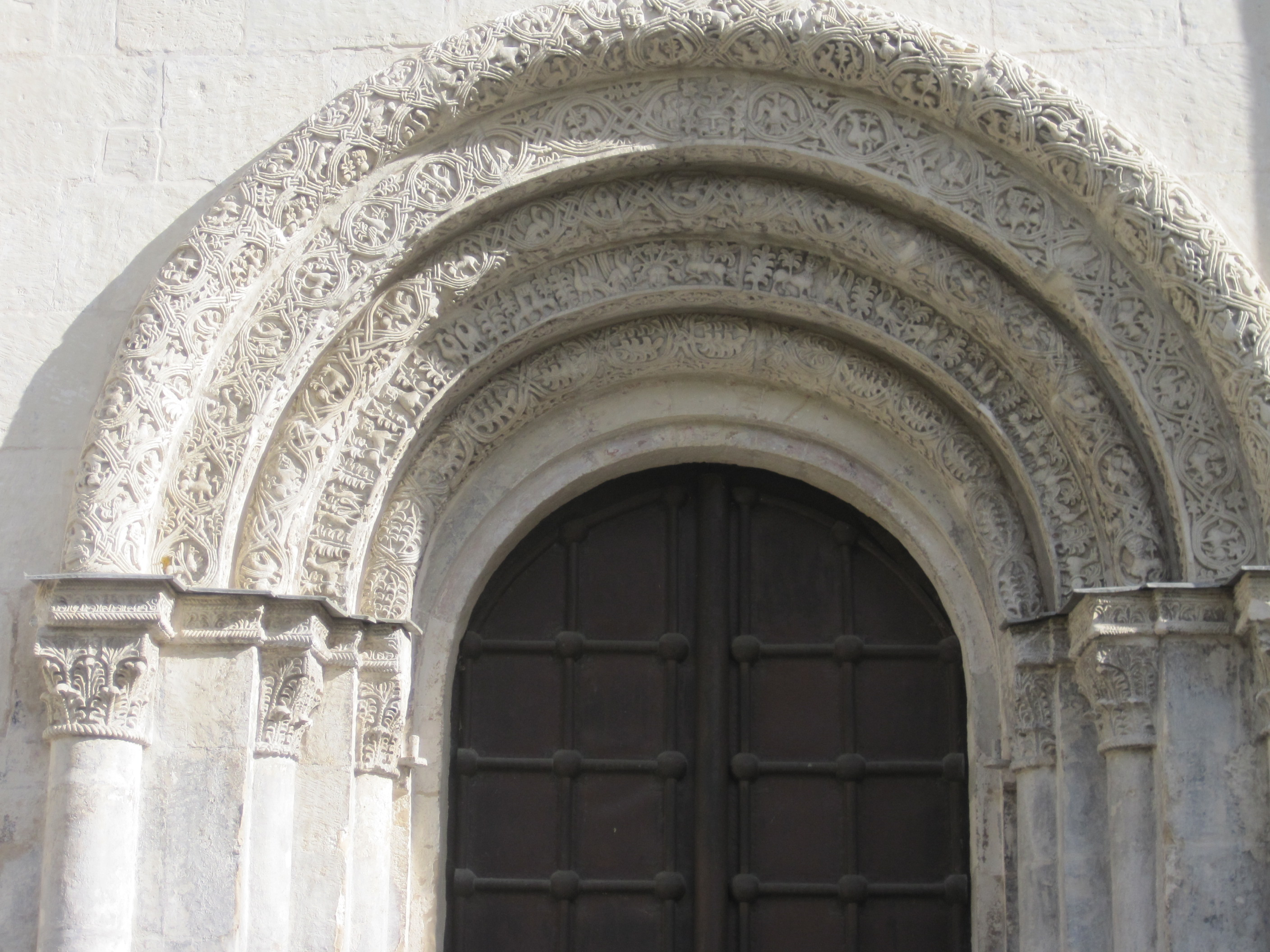
вхідний портал

## Внутрішнє оздоблення
Від внутрішнього оздоблення до нас дійшли кілька фрагментів фресок XII сторіччя, зокрема, фрагменти композиції «Страшний суд».

До складу експозиції входить чотириметровий купольний хрест з просічним орнаментом, знятий з голови собору і замінений в 2002 році реплікою, а також ікона Дмитра Солунського і ковчежок-мощевик, принесені до храму в 1197 році, що згодом потрапили в Москву і повернулися назад в собор зі столичних музеїв у копіях. Серед експонатів представлено також надгробок першого Володимирського губернатора графа Романа Воронцова. 

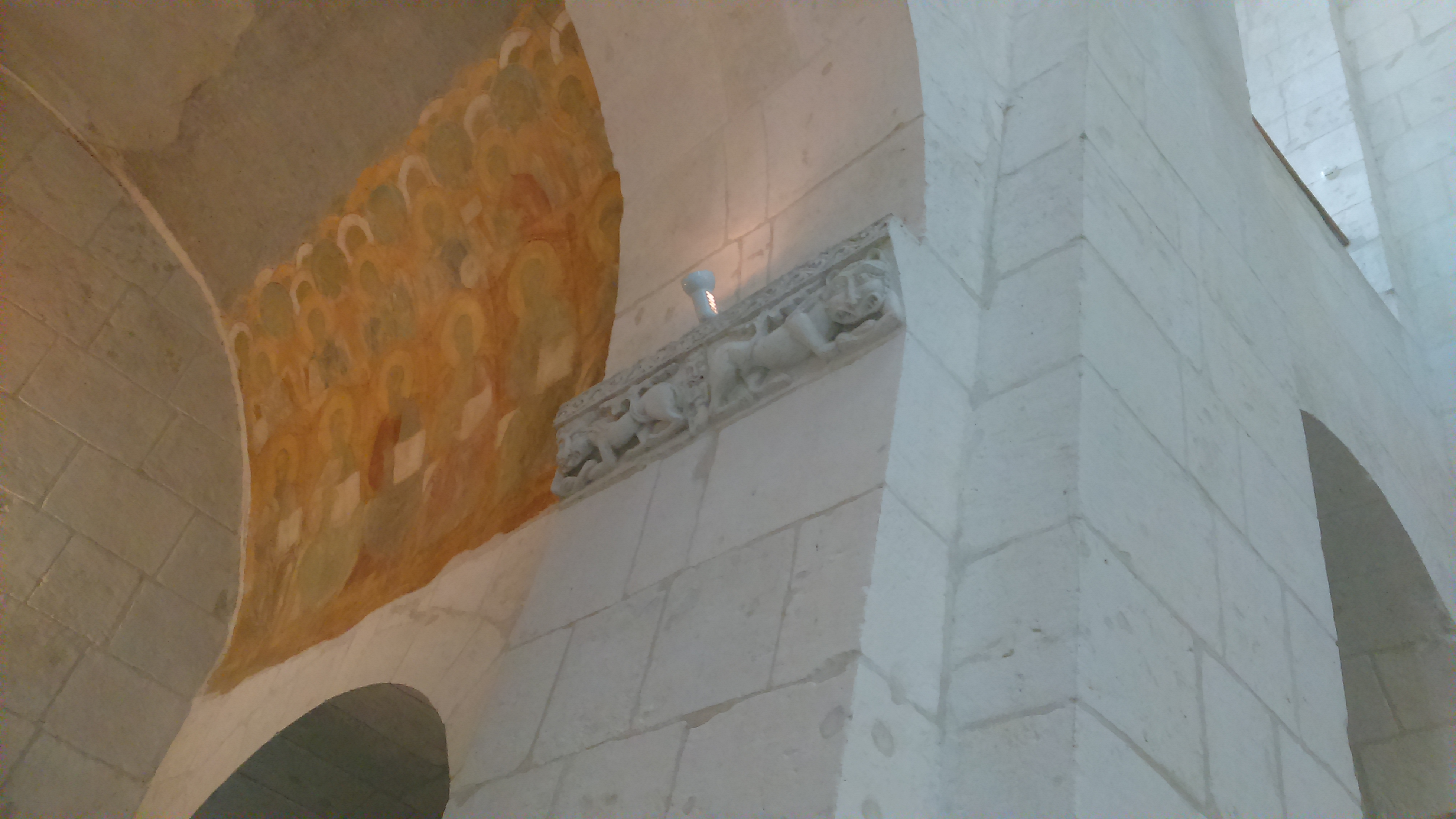
Фрески «Страшний суд» і усміхнені леви
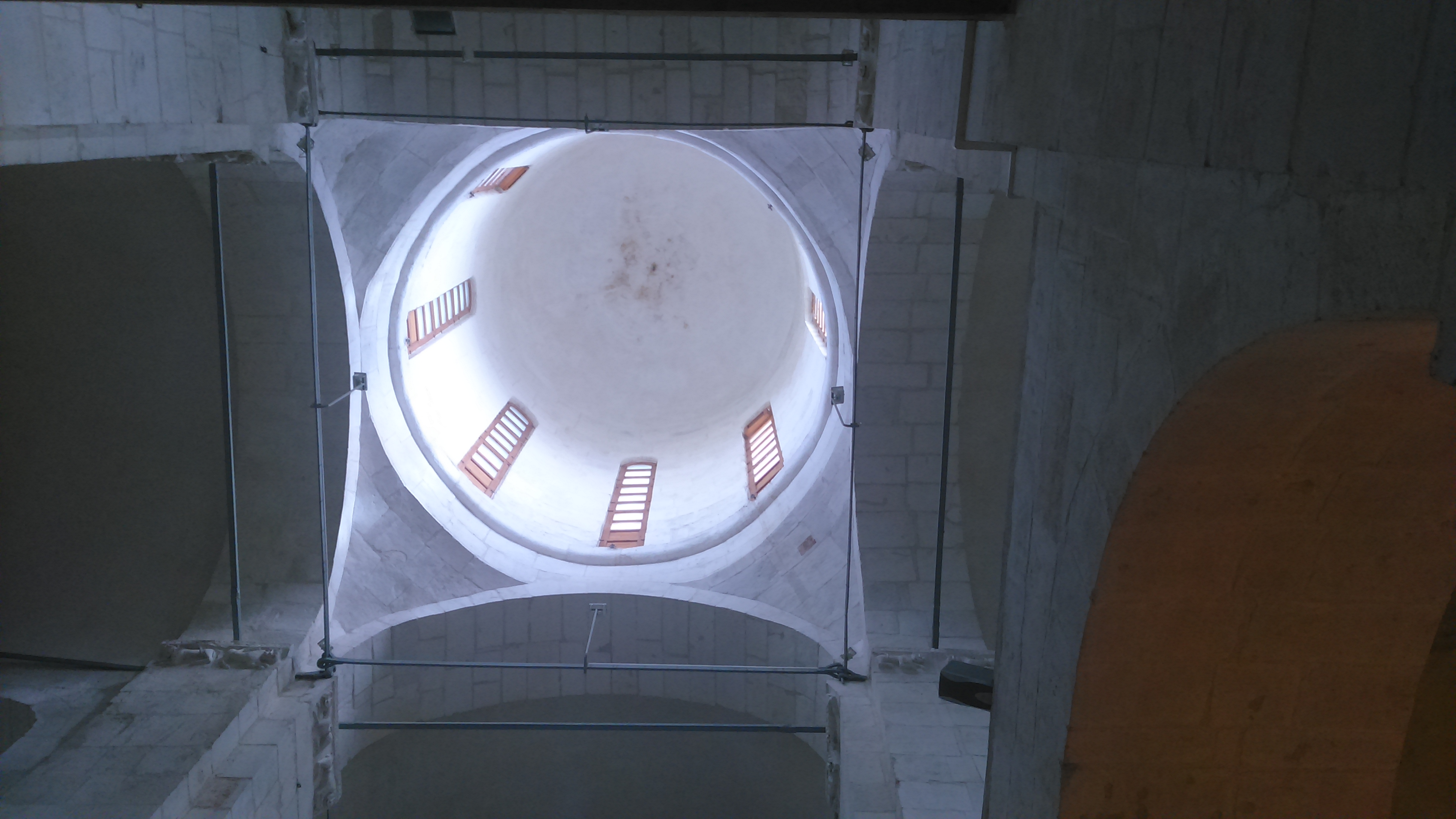
Підкупольний простір і склепіння собору
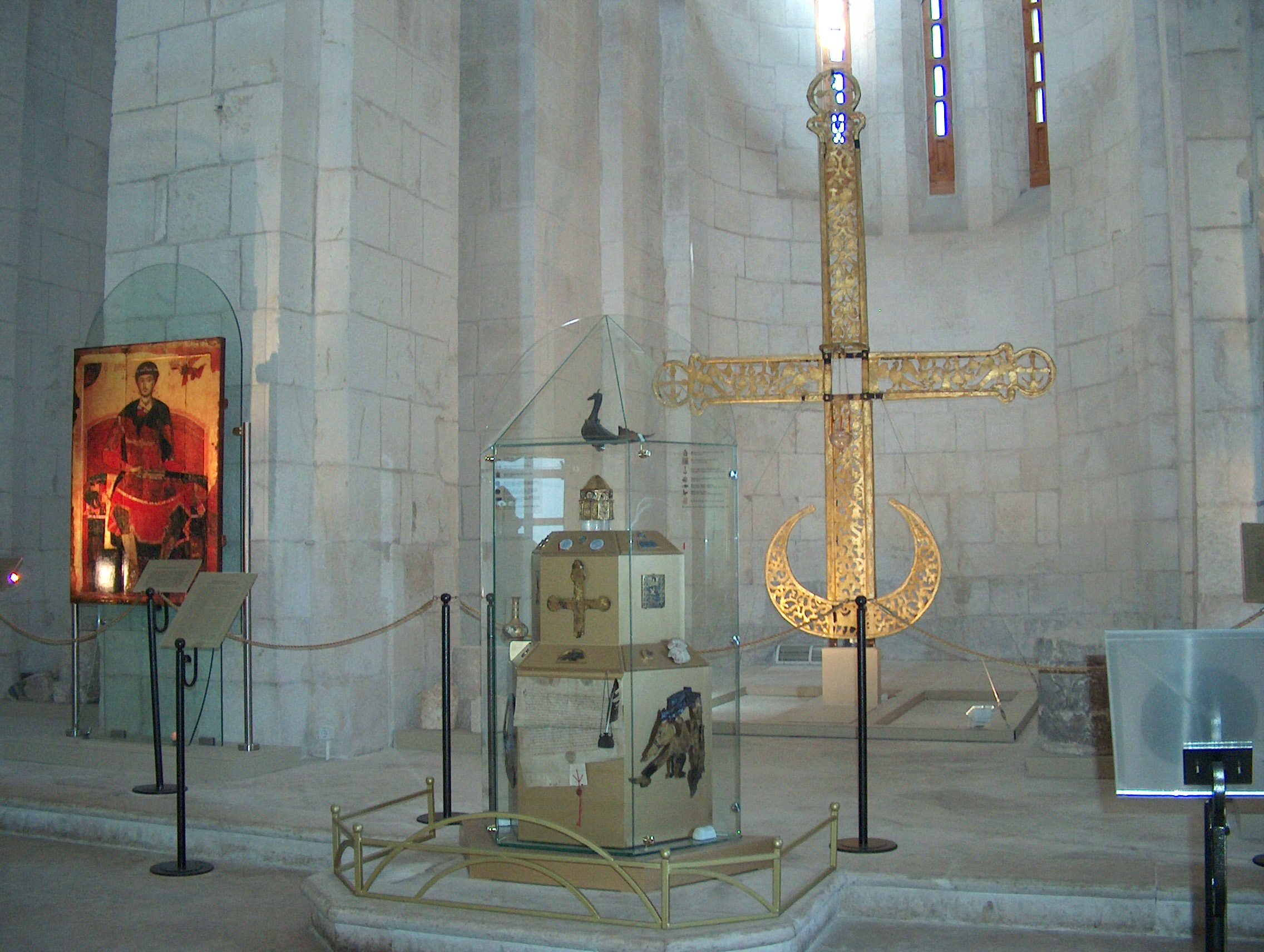
Центральна апсида з іконою Дмитра Солунського, купольним хрестом і ковчежком-мощевиком
Фреска з Дмитровського собору (північна частина зводу). Зображені апостоли: Павло, Матвій, Марк, Симон, Яків, Фома.